# Менало, Лука
Лу́ка Ме́нало (хорв. Luka Menalo; 22 июля 1996 года, Сплит) — боснийский футболист хорватского происхождения, играющий на позиции полузащитника. Ныне выступает за клуб «Риека».

## Карьера
Лука Менало родился в хорватском Сплите, но рос в боснийской Чаплине, где начинал свою карьеру футболиста в местной одноимённой команде. В августе 2014 года он перешёл в боснийский «Широки-Бриег». 9 мая 2015 года Менало дебютировал в боснийской Премьер-лиге, выйдя на замену на 66-й минуте гостевого поединка против «Челика» из Зеницы. Спустя 22 минуты после своего появления на поле он забил свой первый гол в лиге. 2 апреля 2017 года Менало сделал хет-трик в домашнем матче боснийской Премьер-лиги против сараевского «Олимпика». Спустя девять месяцев он повторил это достижение в гостевом матче с «Челиком», проходившем также в рамках чемпионата Боснии и Герцеговины.
13 февраля 2018 года Лука Менало подписал контракт с загребским «Динамо» до 2023 года, но до конца сезона продолжил выступать за «Широки-Бриег» на правах аренды.

## Карьера в сборной
28 января 2018 года Лука Менало дебютировал в составе сборной Боснии и Герцеговины, выйдя в основном составе в гостевом товарищеском матче со США.

## Достижения
«Широки-Бриег» 
- Обладатель Кубка Боснии и Герцеговины (1): 2016/17